# 格里比夫卡
46°12′32″N 30°33′33″E / 46.20889°N 30.55917°E
赫里比夫卡（烏克蘭語：Грибівка）是位於烏克蘭西南部的村莊，由敖德萨州敖德萨区的達利尼克市鎮負責管轄。該村始建於1791年，面積4.12平方公里，2001年該村落人口450。